# Джеймс Джойс
Джеймс Огъстин Алойшъс Джойс (на английски: James Augustine Aloysius Joyce) е ирландски писател и поет.
Смятан е за един от най-влиятелните писатели на XX век. Заедно с Марсел Пруст, Роберт Музил и Франц Кафка той е ключова фигура в развитието на модерния роман. Известен е най-вече с романа си „Одисей“ (Ulysses) (1922). Други важни негови творби са сборникът с разкази „Дъблинчани“ (Dublinners) (1914) и романите „Портрет на художника като млад“ (A Portrait of the Artist as a Young Man) (1916) и „Бдение над Финеган“ (Finnegans Wake) (1939).
Въпреки че по-голямата част от живота му като възрастен преминава извън страната, ирландските преживявания на Джойс са много важни за творбите му и предоставят всички сцени за прозата му и голяма част от нейните теми. По-специално неговите трудни ранни отношения с Ирландската католическа църква са отразени в подобен конфликт в героя му Стивън Дедалус, който присъства в няколко от творбите му. Вселената в неговите творби е здраво установена в Дъблин и отразява живота му в семейството и случки и приятели (и врагове) от неговите ученически и студентски години. Действието на Одисей се развива с точност в истинските улици и улички на града. Като резултат от комбинацията на вниманието към родното място и дългите му пътувания из Европа той става както един от най-космополитните, така и един от най-привързаните към родината си от всички големи англоезични модернисти.

## Биография

### В Дъблин (1882 – 1904)
Джеймс Огъстин Алойшъс Джойс е роден на 2 февруари 1882 година в семейството на Джон Джойс и Мери Джейн Мъри в Ратгар, предградие на Дъблин. Той е най-голямото им дете от десетте доживели до зряла възраст. Семейството на баща му произлиза от Фърмой в графство Корк, където в миналото притежава малко предприятие за производство на сол и вар. През 1887 година бащата на Джеймс Джойс е назначен за общински данъчен служител и семейството се премества в градчето Брей. По това време Джойс е нападнат от куче, което предизвиква у него до края на живота му фобия към кучета. Дори в зряла възраст той страда и от силен страх от гръмотевици.
През 1891 г. Джеймс Джойс пише стихотворението „Et Tu Healy“, посветено на смъртта на протестантския политик Чарлс Стюарт Парнел. Баща му е недоволен от отношението на католическата църква към Парнел, което довежда до провал на усилията за установяване на автономно управление на Ирландия. Джон Джойс отпечатва стихотворението и дори изпраща копия във Ватиканската библиотека в знак на протест. През ноември същата година той банкрутира и е временно отстранен от работата си. През 1893 година е освободен с малка пенсия, след което семейството изпада във все по-голяма бедност, главно поради пиенето на Джон и лошото му управление на семейните финанси.
Джеймс Джойс започва образованието си в йезуитския колеж Клонгоус Уд край Клейн, където постъпва през 1888 година, но през 1892 г. е принуден да напусне поради липса на средства. След това учи у дома, а за кратко и в друго католическо училище в Дъблин. През 1893 му предлагат място в йезуитския колеж Белведере в Дъблин, с надеждата, че може би в бъдеще би се присъединил към ордена. Тя остава неоправдана, тъй като Джойс отхвърля католицизма още шестнадесетгодишен, макар че философията на Тома Аквински оказва влияние върху него през целия му живот.
През 1898 г. се записва в Университетския колеж Дъблин, където учи английска, френска и италианска филология. Той се включва активно и в театралния и литературния живот на града. През 1900 г. излиза първата му публикация, критичен анализ на драматургията на Хенрик Ибсен, за която получава благодарствено писмо от самия Ибсен. През този период пише още статии, както и поне две пиеси, които не са запазени. Много негови приятели от това време се появяват като герои в по-късните му книги.
След завършването на колежа през 1903 г. Джойс заминава за Париж да следва медицина, но не след дълго се връща в Дъблин, защото майка му е на смъртно легло. След смъртта ѝ от рак през август той започва да изкарва прехраната си самостоятелно, като рецензира книги, преподава уроци и пее – той притежава хубав тенор и дори печели бронзов медал на музикалния фестивал през 1904. През януари същата година пише есето „Портрет на художника“ и го предлага за печат в едно списание, но то е отхвърлено и той решава да го преработи в художествения роман „Стивън хероят“, в който да опише младостта си, но постепенно го изоставя и той никога не е публикуван в този вид (по-късно в Триест го преработва в „Портрет на художника като млад“, а „Стивън хероят“ е публикуван посмъртно). През същата година пише и някои от разказите, които впоследствие образуват „Дъблинчани“.
Запознава се с Оливър Гогарти, студент по медицина, и живее няколко дни при него в кулата Мартело в Сандикоув, останала от укрепленията по източния бряг на Ирландия от времето на войните с Наполеон. На 16 юни 1904 г. среща Нора Барнакъл, бъдещата си съпруга, която работи като камериерка. Двамата напускат Ирландия и се установяват най-напред в Пула (тогава в границите на Австро-Унгария), където през есента Джойс си намира работа като преподавател по английски на морските офицери от военната база. През март 1905 г. обаче избухва шпионски скандал и всички чужденци трябва да напуснат града. С помощта на директора на местната школа Берлиц Джойс получава преподавателско място в Триест, където с малки изключения живее през следващите десет години.

### В Триест и Цюрих (1904 – 1920)
В Триест през 1905 г. се ражда синът му Джордж, а не след дълго пристига брат му Станислас, който също работи като учител. Поканата от страна на Джеймс да дойде да живее с тях била под благовидния предлог да му осигури по-интересен живот от този на дребен чиновник в Дъблин, но реално се е надявал да подпомогне семейния бюджет със заплатата на Станислас. Отношенията между братята са сложни поради споровете относно пиенето на Джеймс и небрежното му отношение към парите. Доходите му са основно от учителстване и от преподаване на частни уроци.
През 1906 г. Джойс се мести в Рим, където работи като банков чиновник, но престоят му е кратък, тъй като градът не му харесва и той се връща отново в Триест. През 1907 г. се ражда второто му дете Лусия. Завършва „Дъблинчани“, (но успява да го публикува едва през 1909 г. в Дъблин) и публикува в местните вестници есета за ирландската политика. През 1909 г. прави две кратки пътувания до Дъблин – за договора за „Дъблинчани“ и за едно бизнес начинание – откриването на киносалон. Среща се за първи път със семейството на Нора, с която още нямат сключен брак, в Голоуей. Пише ѝ писма, измъчван от ревност. При завръщанията си в Триест води отначало едната, а после и другата си сестра – Ева и Ейлийн. По време на живота в Триест започват и проблемите му с очите, които в крайна сметка водят до редица операции през остатъка от живота му.
Отношенията му с издателя на „Дъблинчани“ не се развиват добре. Последното му посещение в Дъблин е през 1912 г., след което Джойс никога вече не се завръща в Ирландия въпреки молбите на баща си и други приятели, сред които Уилям Бътлър Йейтс. Поради конфликта му с издателя отпечатаните 1000 екземпляра са изгорени.
Джойс се опитва да започне някакъв бизнес – например споменатият киносалон в Дъблин – или да внася ирландски туид в Триест, но не постига бизнес успех.
През 1915 г. повечето му ученици са мобилизирани в Първата световна война и семейството се премества в Цюрих. По време на войната в Цюрих се събират изгнаници от художествените среди от цяла Европа и цари многоезична бохемска атмосфера, която допада на Джойс. С помощта на влиятелни приятели като английския художник Франк Бъджен и английската издателка Хариет Шоу Уивър той си осигурява финансова независимост, а други, като американският поет и критик Езра Паунд, му помагат да започне да се утвърждава и като писател. Портрет на художника като млад започва да излиза отначало като подлистник на издаваното от Уивър сп. „Егоист“, а след това и в САЩ и във Великобритания. Издаден е и сборникът Дъблинчани. Джойс започва да пише Одисей и следващите няколко години работи сериозно върху него.
Един от учениците му в Триест е Еторе Шмиц, по-известен с псевдонима Итало Звево. Те се срещат през 1907 г. и стават приятели. Шмиц е католик от еврейско потекло и става първоизточник на информация за еврейските обичаи и модел за образа на Леополд Блум, централният персонаж в Одисей.
След края на войната семейството на Джойс се завръща в Триест, но намира града променен, а и самият той от учител вече се е превърнал в писател на свободна практика. Връзките с брат му стават все по-напрегнати (Станислас е бил интерниран в австрийски лагер през по-голямата част от войната заради проиталианските си възгледи). През 1917 – 1918 г. започва публикуването на Одисей на части в американското списание за експериментална литература „Литъл Ревю“. Извършена е първата от многобройните очни операции на писателя.
През 1920 г. по покана на Езра Паунд Джойс пристига в Париж уж да му погостува няколко седмици, но реално остава да живее там през следващите двадесет години.

### В Париж и Цюрих (1920 – 1941)
След като се преселва със семейството си в Париж, Джойс се посвещава на завършването на Одисей, което става факт през октомври 1921 г. Междувременно съдебно решение спира отпечатването на Одисей в „Литъл Ревю“ поради обвинения в неприлично съдържание. През 1922 г. Одисей излиза за първи път на английски в Париж благодарение на американката Силвия Бийч, собственичка на книжарницата „Шекспир и компания“. Романът е приет само във Франция, другаде е забранен от цензурата.
Благодарение на продължаващата финансова подкрепа от страна на Хариет Шоу Уивър Джойс продължава да пише. Следващата му творба е „Процесът на работа“, който впоследствие издава като Бдение над Финеган. Морална опора на Джойс са и издателите на литературно списание Мария и Йожен Жолас, които публикуват части от романа още докато той го пише. Одисей излиза на френски.
По това време очите на писателя му създават все повече проблеми. Той се лекува и се подлага на девет операции в периода до 1929 г. През 30-те години често пътува до Швейцария за лечение на очите, както и за прегледи на Лусия, която страда от шизофрения. Водят я при Карл Юнг, който след прочитането на Одисей заключава, че баща ѝ страда от същата болест.
През 1931 г. Джеймс Джойс и Нора Барнакъл най-накрая сключват официален брак в Лондон. През 1932 г. в Париж се ражда внукът на писателя Стивън Джеймс и той му посвещава поемата „Ecce Puer“. Дъщеря му Лусия окончателно е диагностицирана с психично заболяване.
Щом избухва Втората световна война, Джойс и семейството му се преместват в Южна Франция, но в края на 1940 г. заминават за Цюрих, бягайки от фашистката окупация. Само няколко месеца след като се е установил в Цюрих, Джойс умира след усложнения вследствие на перфорирана язва на 13 януари 1941 г. – 3 седмици преди да навърши 59 години. Погребан е в Цюрих. Жена му Нора го надживява с десет години. Тя умира през 1951 г. също в Цюрих и е погребана отделно. Едва 15 години по-късно двамата са събрани в семеен гроб.
През 1975 г. Ричард Елман издава епистоларното наследство на Джойс в „Събрани писма“ в 3 тома.

## Романът „Одисей“
Одисей е вторият и най-известен роман на Джойс от жанра поток на съзнанието. Заглавието на книгата е заимствано от Омировата Одисея. В романа той описва в няколкостотин страници, структурирани в осемнадесет „епизода“, един-единствен ден от живота на 38-годишния рекламен агент Леополд Блум и на хората, които го заобикалят в Дъблин. Денят е 16 юни 1904 година и е избран от Джойс, за да увековечи срещата с жена си Нора, станала на този ден.
Леополд Блум прекарва деня в издателството, на улиците и в кафенетата на Дъблин, на погребение на свой познат, на брега на залива, в родилния дом, където се запознава със Стивън Дедалус, млад учител в местното училище, в публичен дом и накрая, в собствения си дом, където късно през нощта той довежда пияния Дедал, останал без покрив. Главната интрига в романа е измяната на съпругата на Блум, за която той знае, но не предприема нищо.
Композицията и сюжетът на романа имат явни и неявни аналогии с поемата Одисея (в първите варианти отделните епизоди имали заглавия, съответстващи на Одисеята, но авторът впоследствие ги премахва). Персонажите в произведението също са аналогични: Стивън (до голяма степен автобиографичен образ) е Дедал (сюжетна линия на Телемах), Леополд Блум е Одисей(името на оригиналния роман е латинската форма на това име Ulysses), Гарет Дизи е Нестор и т.н. Всеки епизод от романа се развива в точно определено място и час и има връзка с определен орган на тялото, с определено изкуство, притежава свой символ и специфична реторическа техника. Някои от епизодите имат и свой цвят.
Романът е създаван в течение на 7 години и е публикуван в САЩ от списание „Литъл ревю“ (на английски: The Little Review) като серия откъси с продължение между 1918 и 1920 г. Серията спира поради заведено дело срещу издателите на списанието по обвинение в неприлично съдържание, по което те са глобени. Така публикуването на романа в САЩ е спряно на практика за около десетилетие и той получава зелена светлина едва през 1933 г. В цялост „Одисей“ е издаден във Франция през 1922 г. Във Великобритания романът е издаден през 1936 г., а в родината на писателя – едва през 1939 г.
На 16 юни всяка година не само в Дъблин, а и по цял свят, включително в България, поклонниците на Джойс отбелязват Блумовден (на английски: Bloomsday. В рамките на празника по цял свят се провеждат четения на романа, а в Дъблин празнуващите преминават по маршрута на героите на произведението Блум и Стивън. Из улиците на Дъблин има паметници, посветени на романа, и указателни табели за пътя на героите. Ентусиастите се обличат в костюми от епохата и както в романа поръчват овнешки бъбречета на скара, чаша бургундско и сандвич с италианско сирене.

## Бдение над Финеган
Романът Бдение над Финеган на практика е написан на свой собствен език, комбиниращ елементи от множество познати езици, и е спорно доколко изобщо може да бъде „преведен“. За този роман френско-ирландският писател Самюъл Бекет, тогава личен секретар на Джойс, казва, че „тази книга не е за нещо, тя е самото нещо“.
Хърбърт Уелс критикува Джеймс Джойс за този роман, наричайки го „шантави и префърцунени фантазии“. Според Иглика Василева „докато Одисей е денят, светлата част на денонощието, то Бдение над Финеган е нощта с нейните съновидения, бълнувания и кошмари (част от които са на собствената му дъщеря Лучия)“

## Произведения
- Chamber Music (1907) – поеми
- Дъблинчани, Dubliners (1914) – сборник разкази
- Портрет на художника като млад, A Portrait of the Artist as a Young Man (1916) – роман
- Exiles (1918) – пиеса
- Одисей, Ulysses (1922) – роман
- Pomes Penyeach (1927) – поеми
- Collected Poems (1936) – поеми
- Бдение над Финеган (1939) – роман

посмъртни публикации
- Stephen Hero (1944) – предшественик на A Portrait; написан през 1904 – 1906 г.
- Giacomo Joyce' (1968) – написан през 1907 г.
- Letters of James Joyce Vol. 1 (1957)
- The Critical Writings of James Joyce (1959)
- The Cat and the Devil (1965)
- Letters of James Joyce Vol. 2 (1966)
- Letters of James Joyce Vol. 3 (1966)
- Selected Letters of James Joyce (1975)
- The Cats of Copenhagen (2012)

## Значение
Джеймс Джойс, макар и не особено тачен приживе, особено в родната си Ирландия, впоследствие става един от най-влиятелните писатели на ХХ век, а творчеството му е емблематично за литературното течение на модернизма. Писането на Джойс и най-вече романът Одисей извършва революция в литературата, като заменя общоприетите средства на реализма с нови, експериментални похвати, целящи по-адекватен израз на вътрешния мисловен и психически свят на човека. Вмъкнати са скрити цитати от Библията, Тома Аквински, Данте, Шекспир, детски песнички, стилови подражания. Самият писател казва: „Вмъкнал съм толкова неясноти и загадки, че в продължение на векове професорите има да спорят какво съм искал да кажа“
Джойс революционизира езика, като смело словотворства, комбинира думи на асоциативен принцип, премахва границите между изреченията и използва т.нар. „поток на съзнанието“.

Одисей е дело на гений. Това е нещо съвсем ново – нито каквото виждат очите, нито каквото чуват ушите, а каквото сътворява миг подир миг блуждаещата мисъл. Джойс със сигурност надхвърля по сила всеки друг писател на нашето време
—Уилям Бътлър Йейтс, in R.Ellmann „James Joyce“, 1982

## Наследство
Творчеството на Джойс поражда огромен брой изследвания и коментари от страна на най-различни специалисти. Той оказва голямо влияние на писатели и учени от ранга на Самюъл Бекет, Шон о'Риордан (Seán Ó Ríordáin), Хорхе Луис Борхес, Флан о'Брайън, Салман Рушди, Робърт Антън Уилсън, Джон Ъпдайк, Дейвид Лодж и Джоузеф Камбъл. Одисей е наречен „демонстрация и обобщение на цялото движение на модернизма“. Юлия Кръстева характеризира художествения стил на Джойс като „полифоничен“ и го поставя като символ на модернизма postmodernity редом с поетите Стефан Маларме и Артюр Рембо.
Някои автори, например Владимир Набоков, имат смесени чувства към творчеството му, като прославят някои творби и критикуват други. Според Набоков, Одисей е блестящ, докато Бдение над Финеган е ужасно – мнение, споделено от Борхес.
Джойс оказва влияние и в области извън литературата. Названието на елементарната частица кварк, предложено от Мъри Гел-Ман през 1963 г., произлиза от фразата „три кварка за мистър Марк“ от Бдение над Финеган. Френският философ Жак Дерида пише книга за използването на езика в Одисей, а американският философ Доналд Дейвидсън пише по подобен начин за Бдение на Финеган, сравнявайки го с Луис Карол.
През 1999 г. списание „Тайм“ класира Джойс сред 100-те най-значими личности на XX век и заявява: „Джойс ... революционизира литературата на XX век“. През 1998 г. американското издателство на творчеството на Джойс Modern Library нарежда Одисей на първо, Портрет на художника като млад на трето и Бдение над Финеган на 77 място в своя списък 100 best English-language novels of the 20th century.